# Square Jean-Moulin
Square Jean-Moulin är en park i Quartier du Petit-Montrouge i Paris fjortonde arrondissement. Parken är uppkallad efter den franske motståndsmannen Jean Moulin (1899–1943). Square Jean-Moulin omges av Place de la Porte-de-Châtillon, Avenue de la Porte-de-Châtillon, Rue Nicolas-Taunay och Avenue Ernest-Reyer.

## Bilder
| - Jean Moulin. - Saint-Jacques-le-Majeur de Montrouge. - Place de la Porte-de-Châtillon. |

## Omgivningar
- Saint-Jacques-le-Majeur de Montrouge
- Place de la Porte-de-Châtillon

## Kommunikationer
- Tunnelbana – linje  Porte d'Orléans
- Busshållplats Jean Moulin – Paris bussnät

### Webbkällor
- ”Square Jean-Moulin”. Paris.fr. https://www.paris.fr/lieux/square-jean-moulin-2589. Läst 12 september 2022.